# The Exchange (film 2011)
The Exchange (Hahithalfut) è un film del 2011 diretto da Eran Kolirin.